# 南公園 (英國)

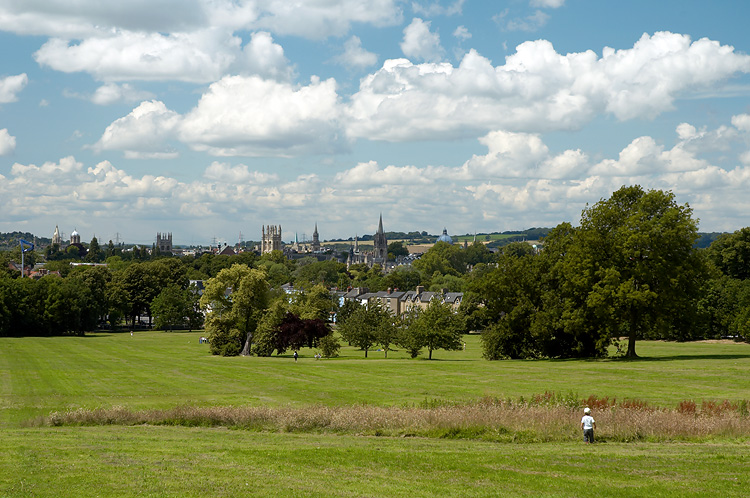
南公園的景觀

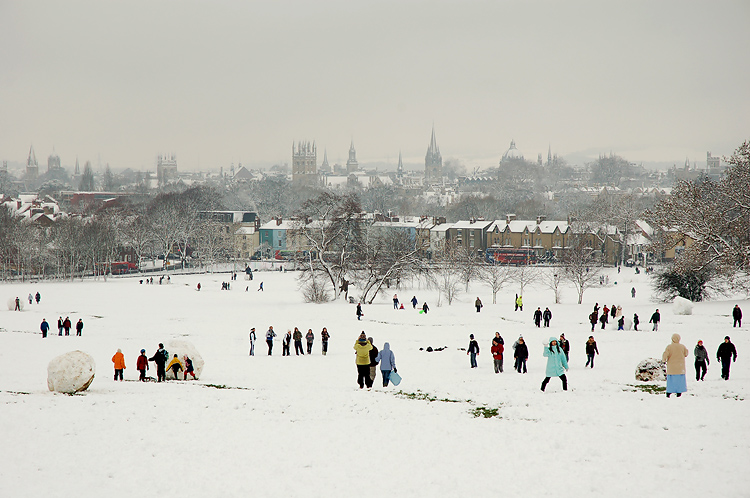
雪中的南公園

南公園（英語：South Park）是英國牛津市黑丁頓的一個公園，同時也是牛津市最大的一個公園。公園從西到東海拔由70米上升到160米的黑丁頓山頂端。站在公園最高處，可以看到整個牛津城以及黑丁頓地區。